# Gentleman
Pour les articles homonymes, voir Gentleman (homonymie).
Un gentleman est l'équivalent anglais d'un gentilhomme. Ce concept est plus particulièrement attaché à l'ère victorienne, même si le prototype du gentleman apparaît dès l'époque georgienne. Il se distingue notamment par son calme et son stoïcisme face aux maux qu'il ne peut éviter, ses bonnes manières et sa courtoisie envers tous ceux qu'il côtoie. On le dit « parfaitement élevé » (perfectly bred, selon le terme de John Ruskin), car il a reçu une bonne éducation dans une public school.
Un gentleman est réservé, et ne se met jamais en avant. Par conséquent, il ne se dira jamais gentleman.
C'est un stéréotype typiquement anglais, fréquemment représenté coiffé d'un chapeau melon.

## Legentlemanà l'époque georgienne

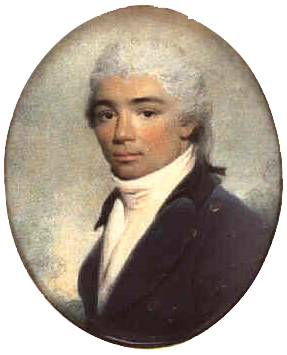
Gentleman en habit bleu, aux cheveux poudrés, et portant cravate « à la Wellington » (vers 1800).

La notion de gentry, ou de gentleman, est plus souple que la notion de « noblesse » ne l'est en France : un gentleman, appartenant donc à la petite gentry, se distingue par ses qualités personnelles tout autant que par sa qualité de propriétaire terrien (landed gentry), et n'a pas besoin de se prévaloir comme en France de « quartiers de noblesse » ni d'une particule nobiliaire.
Venu supplanter le franklin (propriétaire foncier libre), qui occupait au Moyen Âge le rang le plus bas de la noblesse, le simple gentleman vient donc après l’Esquire (Écuyer), lui-même inférieur — par ordre de préséance croissant — au Knight (Chevalier), au Baronet (Baronnet), au Baron (Baron), au Viscount (Vicomte), à l’Earl (Comte), au Marquess (Marquis), et enfin au Duke (Duc). Seuls les titres de Baron ou supérieurs à celui-ci appartiennent à la pairie (peerage), dont ne font pas partie les simples chevaliers ou les baronnets.
C'est le gentleman de l'époque georgienne qui annonce le gentleman de l'époque victorienne, en mettant en place un code de conduite fondé sur the three Rs (« les trois R ») : Restraint, Refinement and Religion (Retenue, Raffinement et Religion).

## Legentlemanà l'époque victorienne

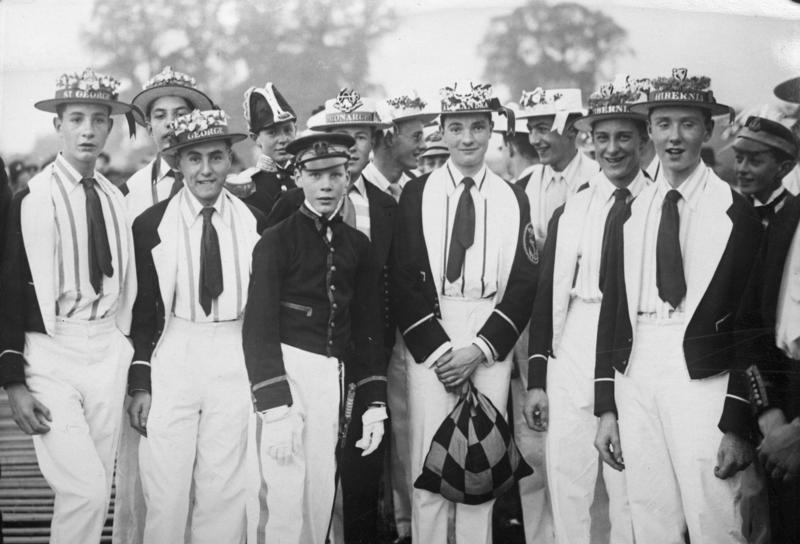
L'équipe d'aviron d'Eton College, pépinière de gentlemen,.

On a pu dire du concept de gentleman, dans l'Angleterre du XIXe siècle, que c'était « le lien nécessaire dans toute analyse des manières de penser et de se comporter du milieu de l'époque victorienne »,. Dans l'Angleterre victorienne, le concept de gentleman est loin de se limiter à définir une classe sociale : il comporte en effet des aspects moraux essentiels, dont certains sont liés au code de chevalerie du Moyen Âge dont on s'inspire alors, à l'instar de la définition du gentleman que donne Sir Walter Scott dans ses Waverley Novels, qui ont une influence considérable dans l'Angleterre victorienne.
Une bonne part de la littérature anglaise de l'époque victorienne est sous-tendue par les débats qui l'anime alors sur la véritable nature et les devoirs du gentleman ; Dickens et Thackeray sont au premier rang de ces débats.
En effet, la définition du gentleman est complexe : ainsi, un gentleman ne doit pas vivre du travail des autres, mais un romancier, vivant de son propre travail, ne sera pas suffisamment détaché des contraintes matérielles pour être considéré comme tel (c'est l'opinion de Thackeray, au contraire de Dickens). D'autre part, certains considèrent qu'un gentleman est issu d'une lignée sociale pure, alors que d'autres voient plutôt en lui le fruit d'une « éducation parfaite ».
Ces débats débouchent finalement sur un consensus : un gentleman est le produit d'une éducation, classique mais d'esprit ouvert, reçue dans l'une des grandes public schools telles qu'Eton, Harrow, Rugby ou quelques autres, et ceci, quelles que soient ses origines sociales. D'ailleurs un dicton annonce "il faut une génération pour faire un Lord. Il en faut 3 pour faire un gentleman".

## Qualités dugentlemanvictorien

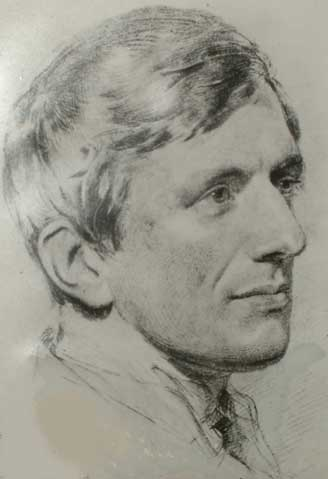
John Henry Newman à l'âge de 23 ans : un gentleman catholique ?

Selon le cardinal John Henry Newman, dans L'Idée d'université, de 1852, les qualités du gentleman peuvent être résumées ainsi :
Le véritable gentleman (the true gentleman) est d'abord quelqu'un qui ne fait jamais de tort à autrui : il cherche à ôter les obstacles qui s'opposent aux initiatives de ceux qui l'entourent, et évite tout ce qui pourrait choquer ou perturber l'esprit des personnes en compagnie desquelles il se trouve.
Il ne se montre jamais ennuyeux, évitant de se mettre en avant dans la conversation. Il ne parle de lui que lorsqu'il y est contraint, et ne prête pas attention aux commérages.
Jamais mesquin ou petit, il ne cherche pas à tirer parti d'une situation de façon déloyale, et observe la maxime du sage, selon laquelle il convient de se comporter toujours envers un ennemi comme s'il devait un jour devenir un ami. Il a l'âme trop noble pour être blessé par les insultes.
Il supporte la souffrance, parce qu'on ne peut l'éviter, et la mort, car c'est sa destinée.

## Citations
- A gentleman is a man who can play the bagpipe, but who does not, c'est-à-dire : « Un gentleman est quelqu'un qui sait jouer de la cornemuse, mais qui n'en joue pas » (proverbe anglais repris par Pierre Desproges).
- « Un gentleman chassant le renard, c'est de l'inexplicable poursuivant de l'immangeable ».